# Pyrausta serizeati
Pyrausta serizeati là một loài bướm đêm trong họ Crambidae.